# Ropalidia copiaria
Ropalidia copiaria är en getingart som först beskrevs av Henri Saussure 1862.  Ropalidia copiaria ingår i släktet Ropalidia och familjen getingar. Inga underarter finns listade i Catalogue of Life.